# Танго (фламенко)
В фламенко танго - це один з жанрів.
ЗВ’язок танго фламенко та аргентинського танго нечіткий, і об’єктивно вони мають спільним лише compás binario або подвійний ритм. Той факт що аргентинське танго є одним з перших парних танців на американському континенті, змусив істориків вважати що вони обоє можуть мати спільного предка в європейському танці в стилі менуету.. Ті хто порівнюють сучасні форми не вважають їх пов’язаними.

## Приклад тексту
Triana, Triana 

qué bonita está Triana, (Тріана, як це гарно!)

qué bonita esté Triana, que bonita esta Triana

cuando le ponen al puente

la banderita gitana (коли ми покладемо циганські прапори на міст.) 

## Зноски
1. ↑  Christine Denniston. Couple Dancing and the Beginning of Tango 2003
2. ↑  Хуан Мартін[en] книга та серія DVD "Flamenco Solos"